# Grodzisko Górne
Grodzisko Górne est une localité polonaise de la gmina de Grodzisko Dolne, située dans le powiat de Leżajsk en voïvodie des Basses-Carpates.